# Страње при Шкоцјану
Страње при Шкоцјану (словен. Stranje pri Škocjanu) је насељено место у општини Шкоцјан, регија Југоисточна Словенија, Словенија.

## Историја
До територијалне реорганизације у Словенији било је у саставу старе општине Ново Место.

## Становништво
У попису становништва из 2011. године, Страње при Шкоцјану је имало 50 становника.
| Број становника према пописима | Број становника према пописима | Број становника према пописима |
| ------------------------------ | ------------------------------ | ------------------------------ |
| 1991                           | 2002                           | 2011                           |
| 52                             | 56                             | 50                             |

Напомена: До 1953. исказивано под именом Страње.